# Alexei Alexandrowitsch Grizajenko
Alexei Alexandrowitsch Grizajenko (russisch Алексей Александрович Грицаенко; * 25. Mai 1995 in Wladiwostok) ist ein russischer Fußballspieler.

## Karriere
Grizajenko begann seine Karriere bei Lutsch-Energija Wladiwostok. Zur Saison 2015/16 rückte er in den Profikader des Zweitligisten. Sein Debüt in der Perwenstwo FNL gab er im März 2016 gegen die Zweitmannschaft von Spartak Moskau. In seiner ersten Zweitligaspielzeit kam er zu 14 Einsätzen für Wladiwostok. In der Saison 2016/17 kam er zu 35 Zweitligaeinsätzen, in denen er drei Tore erzielte. Zur Saison 2017/18 wechselte Grizajenko zum Erstligisten FK Krasnodar. Im Juli 2017 debütierte er gegen Spartak Moskau in der Premjer-Liga. In seiner ersten Saison in Krasnodar kam der Innenverteidiger zu zehn Einsätzen in der höchsten russischen Spielklasse.
Zur Saison 2018/19 wurde er an den Ligakonkurrenten FK Jenissei Krasnojarsk verliehen. Während der Leihe absolvierte er 16 Partien in der Premjer-Liga, aus der er mit Jenissei zu Saisonende allerdings absteigen musste. Zur Saison 2019/20 kehrte er nach Krasnodar zurück, wo er allerdings nur für die zweitklassige Zweitmannschaft zum Einsatz kam. Daraufhin wurde er im September 2019 ein zweites Mal innerhalb der Premjer-Liga verliehen, diesmal an den FK Tambow. In Tambow kam er bis Saisonende zu 19 Einsätzen. Zur Saison 2020/21 kehrte er abermals nach Krasnodar zurück, ehe er im August 2020 fest von Tambow unter Vertrag genommen wurde.
Nach zehn weiteren Einsätzen für den Verein schloss er sich im Februar 2021 dem Ligakonkurrenten Rubin Kasan an. Für Rubin kam er bis Saisonende allerdings nie zum Einsatz. Im September 2021 wurde er an den Zweitligisten FK Kuban Krasnodar verliehen. Während der Leihe kam er zu 24 Zweitligaeinsätzen.
Zur Saison 2022/23 kehrte er nach Kasan zurück, das mittlerweile in die FNL abgestiegen war. Für Kasan kam er dann zu 28 Zweitligaeinsätzen, ehe er mit dem Team zu Saisonende direkt wieder in die Premjer-Liga aufstieg.